# Milasín
Milasín (německy Milasein) je obec v okrese Žďár nad Sázavou v kraji Vysočina. Žije zde 47 obyvatel.

## Název
V dokladech ze 14. a 15. století je Milasín jmenován jako Nová ves (ovšem totožnost vsi není jistá). Od 16. století se objevuje jméno, jehož podoba kolísala: Milošín, Milašín, Milasín. Jméno vesnice bylo dáno podle člověka, jemuž podléhala, bylo odvozeno od domácké podoby některého osobního jména začínajícího na Mil(o)- (např. Milhost, Milobud), jejíž přesný tvar (a tedy ani přesnou podobu jména vsi) není možné kvůli rozkolísanosti písemných dokladů s jistotou stanovit. České Milasín se na přelomu 19. a 20. století ustálilo vlivem německého Milasein.

## Historie
První písemná zmínka o obci pochází z roku 1348.
V letech 2006–2010 působil jako starosta Jiří Fiala, od roku 2010 tuto funkci zastává Marie Dvořáková.

## Pamětihodnosti
- Zvonička s hasičskou zbrojnicí – na návsi
- Mramorový křížek z roku 1920, nad obcí
- Železný kříž, z roku 1906, asi 100 m od obce u silnice do Rožné

| Rok            | 1869 | 1880 | 1890 | 1900 | 1910 | 1921 | 1930 | 1950 | 1961 | 1970 | 1980 | 1991 | 2001 | 2006 | 2013 |
| Počet obyvatel | 146  | 143  | 155  | 142  | 132  | 136  | 148  | 83   | 86   | 66   | 69   | 52   | 50   | 51   | 46   |